# Joseph Giampietro

Joseph Giampietro

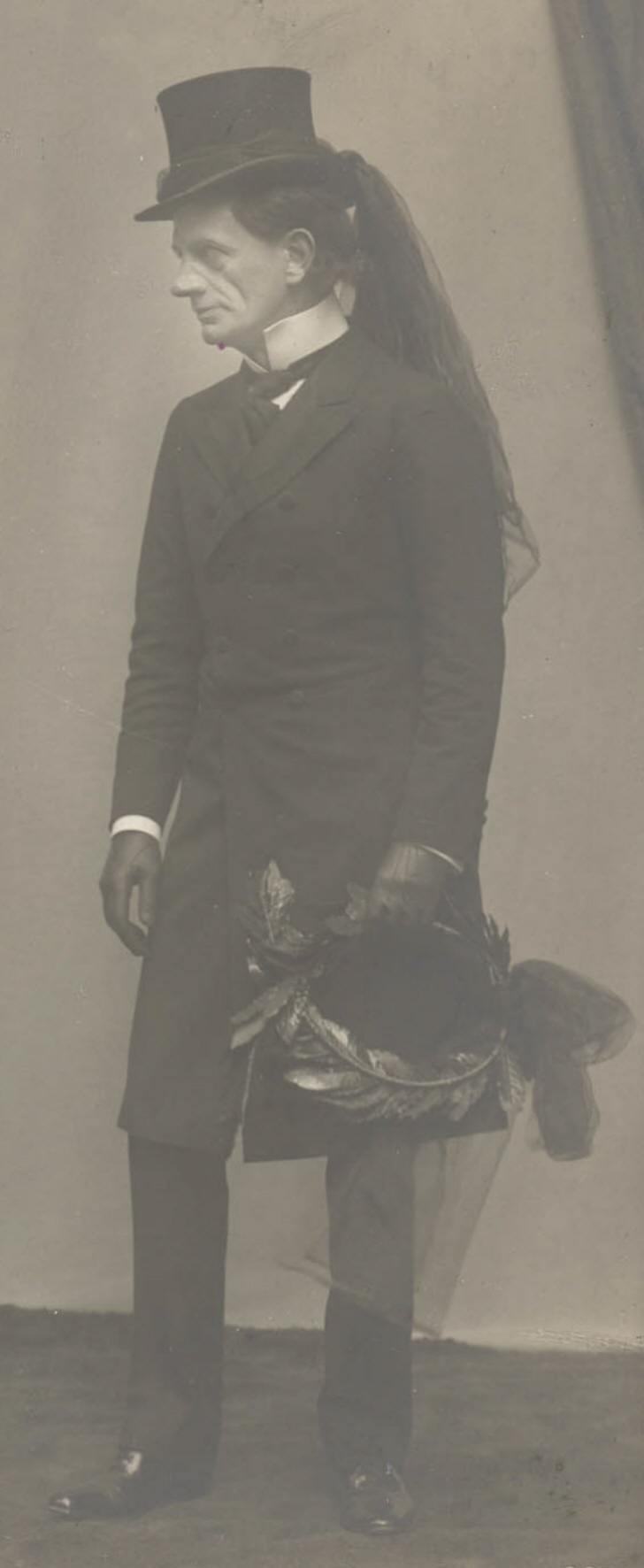
Joseph Giampietro in der Revue Halloh! am Metropol-Theater (1909)

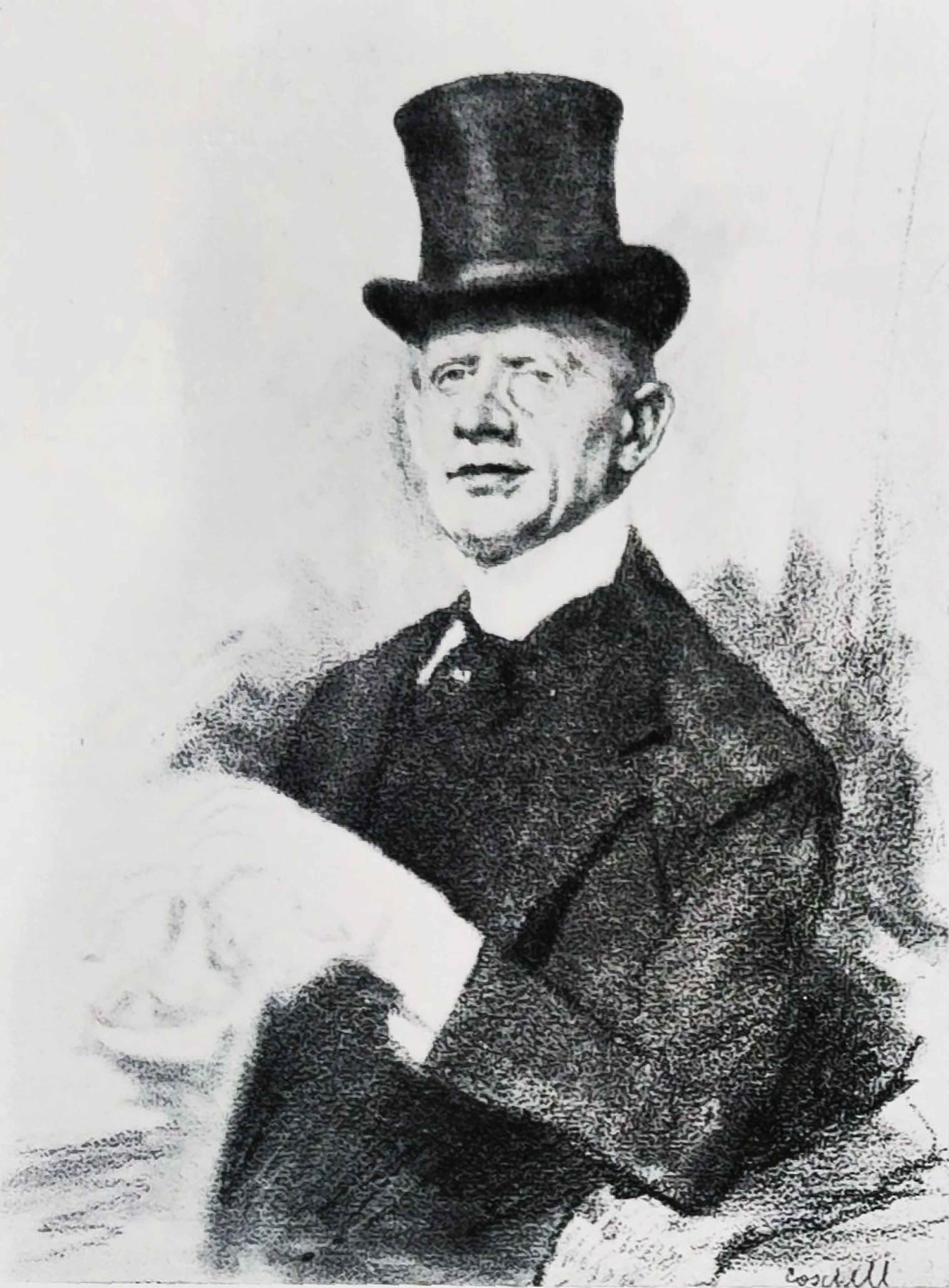
Joseph Giampietro (1866–1913), Radierung von Moritz Coschell 1907

Joseph Giampietro, auch Josef Giampietro (* 21. Juni 1866 in Wien; † 29. Dezember 1913 in Berlin) war ein österreichischer Schauspieler, Operettensänger und Komiker.

## Leben
Giampietro lernte an der Technischen Hochschule in Wien, besuchte das dortige Konservatorium der Gesellschaft der Musikfreunde, begann seine Laufbahn in Budapest 1886, Fortsetzung in Bozen und Meran, nach Salzburg 1887 und 1888 nach Karlsbad. Er hatte eine hervorragende Stellung im Theaterleben der Stadt Wien, besonders in der Operette im Deutschen Volkstheater in Wien und im Theater an der Wien. 1899 wurde er am Deutschen Schauspielhaus in Hamburg engagiert und ging dann ans Neue Theater. 
1901 sang er im Berliner Kabarett Die bösen Buben das Lied “Und Meyer sieht mich freundlich an”, das von Kurt Tucholsky als das „klassische Berliner Couplet“ gewürdigt worden ist. Im Metropol-Theater war er der Star der „humoristisch-satyrischen“ Jahresrevuen von Julius Freund mit der Musik von Victor Hollaender und Paul Lincke.
Giampietro hatte keine Scheu vor den neuen technischen Reproduktionsmedien. Er besang Grammophonplatten mit Liedern aus den Revuen und wirkte auch bei Filmen mit. Eine Besonderheit ist ein frühes „Tonbild“ des deutschen Tonfilmpioniers Oskar Messter, in dem Giampietro mit Fritzi Massary auftritt.
Seine letzte Ruhe fand er in einem ehrenhalber gewidmeten Grab auf dem Hietzinger Friedhof (Gruppe 43, Nummer 40).

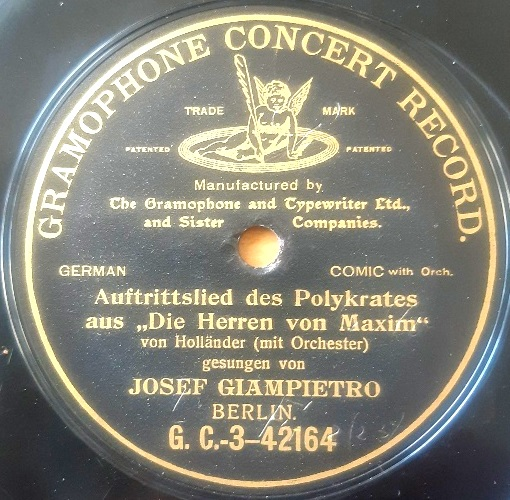
Schallplatte von Joseph Giampietro (Berlin 1905)

Die ersten Schallplatten von Joseph Giampetro erschienen bereits 1899 in Wien auf Berliner Records, danach Aufnahmen für Beka (Berlin 1904), G&T (Berlin 1905–06), Odeon (Berlin 1906–11), Zonophone (Berlin 1910) und Gramophone (Berlin 1911), außerdem Edison-Walzen (Berlin 1906).
Giampietro heiratete 1892 die Sängerin Ella Funk (Künstlername: Erau). 
Giampietro hatte bereits eine Tochter:
- Christel Giampietro-Millich (* 12. Dezember 1888 in Gießhübel, Böhmen; † 2. Dezember 1974 in Baden bei Wien), Sängern, Schauspielerin ⚭ Ernst Falk (* 27. März 1883; † 15. Dezember 1942)[6]

## Theatrografie (Auswahl)
- Hofmarschall Kalb („Kabale und Liebe“)
- Philipp Moser („Der Fleck auf der Ehre“)
- Gelbhofbauer („Die Kreuzelschreiber“)
- Leonhard („Maria Magdalena“)
- Erster Kürassier („Wallensteins Lager“)

Revuen im Metropol-Theater, Berlin
- 1905 Die Herren vom Maxim
- 1906 Der Teufel lacht dazu
- 1908 Donnerwetter-tadellos!
- 1909 Hallo ! - Die große Revue
- 1910 Hurra, wir leben noch!
- 1911 Die Nacht von Berlin
- 1912 Die Reise um die Erde in 40 Tagen (Ausstattungsstück, Jean Gilbert)

## Filmografie
- 1907 Komm du kleines Kohlenmädchen. Tonbild (mit Fritzi Massary)
- 1909 Don Juan heiratet, auch: Der Herzensknicker (Rolle: Don Juan)